# Westland Wapiti
Pour les articles homonymes, voir Wapiti (homonymie).
Le Westland Wapiti est un avion militaire de l'entre-deux-guerres britannique construit par le constructeur Westland Aircraft.

## Caractéristiques
Conçu en vue de remplacer le Airco DH.9, le Wapiti a été construit en reprenant de nombreuses pièces de cet appareil (cellule et train d'atterrissage) afin de réduire les coûts de fabrication. Le prototype de cet appareil effectua son vol initial en mars 1927. Après des essais réussis au Moyen-Orient, 25 Wapiti Mk.I de série furent fabriqués. Cet avion était doté d’une voilure et d’un empennage fabriqués en bois et propulsé par un moteur en étoile Bristol Jupiter VI de 420 ch. Il donna naissance à de nombreuses versions de série : le Mk.II entièrement métallique, avec un moteur Jupiter VI de 460 ch ; le Mk.IIA, avec un Jupiter VIII ou XFa de 500 ch ; le Mk.V, avec un fuselage rallongé et un train d’atterrissage renforcé, etc. Au total, on construisit 517 exemplaires de cet avion.

### Développement lié
- Westland Wallace

### Aéronefs comparables
- Blackburn Baffin
- Fairey III
- Fairey Gordon
- Hawker Hardy
- Vickers Vincent
- Westland Wallace